# اللجنة المشتركة لحركة المرشدات الإسبانية
اللجنة المشتركة لحركة المرشدات الإسبانية هي جمعية توجيهية وطنية. حركة المرشدات قدمت إلى إسبانيا في عام 1929. اللجنة المشتركة لحركة المرشدات الإسباني أصبحت عضوا كامل العضوية في الرابطة العالمية للمرشدات وفتيات الكشافة في عام 1969. اللجنة في الواقع تضم 7.559 عضواً في إسبانيا (اعتبارا من 2008).